# Barnreklam
Barnreklam är all reklam riktad till barn, vanligtvis under 12 år. Det kan vara reklam som är mer direkt riktad till barnet såsom reklam för leksaker, barnfilmer, godis, sällskapsspel eller dator- och TV-spel, men även mer indirekt såsom familjeaktiviteter och mer vuxna intressen där barnet lockas i syfte att påkalla vårdnadshavarnas intresse. Barnreklam kan även handla om exempelvis utdelning av gratisprodukter till barn, marknadsföring via pysselaktiviteter, brevutskick till barn eller smygreklam.
I de flesta länderna omges barnreklamen av en direkt lagstiftning och självreglering hos företagen. I Storbritannien, Grekland, Danmark och Belgien är reklam riktad till barn styrd av regler som begränsar utbudet. I Québec och Norge är reklam riktad till barn under 12 år olaglig.
I USA var barnreklamen i TV begränsad mellan 1946 och 1983. Lagstiftningen förblev senare liberalare under resten av 1980-talet. Med Children's Television Act, som infördes 1990 och stärktes i augusti 1996, förblev lagstiftningen återigen strängare.
En rapport från slutet av augusti 2016 visade att olika strömningstjänster över Internet gjort att 2010-talets barn i genomsnitt ser 150 timmar mindre reklam om året. Enligt en liknande rapport publicerad av Exstreamist, baserad på statistik från National Institute of Health, strax före jul 2017 handlade det om cirka 230 timmar per år.

## Sverige
I Sverige förbjöds TV-reklam i det marksända TV-nätet riktad mot denna grupp 1991. Det svenska förbudet kringgås genom att barnreklam riktad till barn i Sverige sänds från andra stater. Till exempel har TV3 och Kanal 5 kunnat sända barnreklam eftersom man sänt från Storbritannien där sådan reklam är tillåten.
1997 slog EU-domstolen fast att TV-kanaler utanför Sverige fick fortsätta visa reklaminslag riktade till barn under 12 år i Sverige, vilket inte Marknadsdomstolen i Sverige höll med om.
Den 20 november 1998 meddelade EU-domstolen att Sverige endast kunde tillämpa sina bestämmesler på TV4, som sände från Sverige, men inte TV3 som sände från Storbritannien.
När TV3 i januari 2004 fått tillstånd av Sveriges regering att sända i Sveriges digitala marknät lovade TV3 att sluta sända barnreklam.